# شهرستان دویت (ایلینوی)
شهرستان دویت (به انگلیسی: DeWitt County, Illinois) شهرستانی در ایالات متحده آمریکا است که در ایلینوی واقع شده‌است.

## خصوصیات
شهرستان دویت ۱٬۰۴۸٫۹۵ کیلومترمربع مساحت دارد.

## نگارخانه

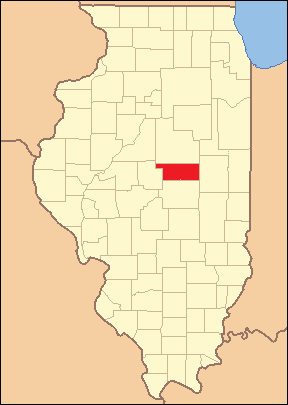
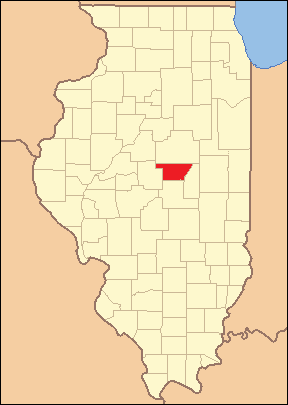
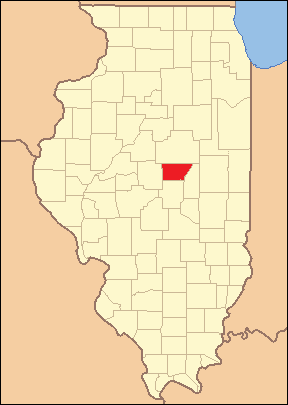